# Gray Frederickson
Gray Frederickson (Oklahoma City, 21 de julio de 1937 - Ibidem, 20 de noviembre de 2022) fue un productor de cine estadounidense.

## Biografía
Nació en Oklahoma City, Estados Unidos, el 21 de julio de 1937. Fue productor durante mucho tiempo de Francis Ford Coppola y trabajó en un estudio junto a Greg Mellott en Oklahoma City.
Robert De Niro afirma que en 1974 él y Frederickson fueron al Gulf and Western Building en la ciudad de Nueva York a una sala de proyección privada para estudiar los movimientos de Marlon Brando. De Niro lo comparó con un experimento científico que lo preparó para su personaje en El Padrino II. Frederickson y Coppola colaboraron en Apocalypse Now, One from the Heart y The Outsiders. Según Rolling Stone, la primera reunión entre Frederickson, Coppola y Al Ruddy fue interrumpida por una llamada telefónica de Brando.
En el verano de 2015, Frederickson produjo una nueva forma de arte cinematográfico en vivo llamada 'Distant Vision' dirigida por Francis Ford Coppola.

### Vida personal
Tenía una esposa llamada Karen y residía en Oklahoma City, Oklahoma. Falleció de cáncer de próstata el 20 de noviembre de 2022, a la edad de 85 años.

## Premios
Frederickson es conocido por ganar un Oscar como uno de los coproductores de El Padrino II en la 47.ª edición de los Premios de la Academia. Además también estuvo nominado por Apocalypse Now. Ganó un Emmy por Dream No Little Dream: The Life and Legacy of Robert S. Kerr (2007).
Premios Óscar
| Año  | Categoría      | Trabajo nominado | Resultado |
| ---- | -------------- | ---------------- | --------- |
| 1980 | Mejor película | Apocalypse Now   | Nominado  |
| 1975 | Mejor película | El Padrino II    | Ganador   |